# Green Onions
Green Onions (engl. für ‚Frühlingszwiebeln‘) ist ein Instrumentalstück der Soul-Band Booker T. & the M.G.’s. Es entstand 1962 und entwickelte sich später zum Millionenseller.

## Entstehungsgeschichte
Die Soul- und R&B-Band Booker T. & the MG’s, in der weiße und schwarze Musiker gemeinsam spielten, entstand im Mai 1962 durch Abspaltung von der ebenfalls für Stax Records als Sessionband fungierenden Gruppe Mar-Keys. Im Mai 1962 waren Booker T. & the MG’s als Studioband für den bei Sun Records unter Vertrag stehenden Rockabilly-Sänger Billy Lee Riley vorgesehen. Als dieser nicht zum gebuchten Studiotermin erschien, nutzte die Band die Zeit, um zwei eigene Instrumentalaufnahmen einzuspielen. 
Der Song Behave Yourself stand als A-Seite bereits fest, aber für die B-Seite lagen weder der Titel noch die komplette Instrumentierung vor. Booker T. Jones und Steve Cropper entwickelten hierfür sukzessive ein Riff, an das sie sich erinnerten. Innerhalb von 30 Minuten wurde es verfeinert und für die anderen Instrumente arrangiert. Nach zwei Takes war ein Instrumentalstück komplettiert, das heute als Green Onions bekannt ist.
Widersprüchlich sind die Aussagen über die Idee zum ungewöhnlichen Titel. Ein Teil der Fachliteratur geht von dem Namen einer Katze aus, deren Gehstil das Gitarrenriff nachempfunden sei. Musikologe Rob Bowman und andere bevorzugen aufgrund ihrer Interviews mit Beteiligten die Idee eines „funky“, also stark riechenden Gegenstandes wie der Zwiebel.
Das Aufnahmedatum ist nicht genau bekannt. Die Matrix-Nummer für Green Onions (#6295) lässt jedoch im Vergleich zur chronologischen Verwendung anderer Matrix-Nummern des Stax-Tonstudios darauf schließen, dass die Aufnahme nach dem 22. Mai 1962 und vor Juni 1962 erfolgt sein muss. Die Besetzung rekrutierte sich aus Booker T. Jones (Orgel), Steve Cropper (Gitarre), Lewie Steinberg (Bassgitarre) und Al Jackson jr. (Schlagzeug). Diese Bandmitglieder sind gleichzeitig auch als Komponisten urheberrechtlich registriert. Als Produzent fungierte der Labelchef von Stax Records, Jim Stewart.

## Musik
Rhythmisch dominiert ein ungewöhnlicher 2/4-Takt mit klaren, vom Bassgitarristen vorgegebenen Akzenten und beinahe abrupten Orgelriffs, garniert mit staccatoartigen Gitarrenlicks, bei denen Cropper zwischen der Rolle einer Leadgitarre und einer Rhythmusgitarre hin- und herwechselt. Die Partitur lässt ein Chromatisches Moll mit einer Fünften als Tonika erkennen. Die rasiermesserscharfen Gitarren-Staccatos von Croppers Fender Telecaster beim Intro waren ursprünglich in der zweiten Hälfte des Gitarrensolos positioniert, nun wird beim Solo eine Variation gespielt. Booker T. Jones benutzte eine gebrauchte Hammond M-3 Spinett-Orgel, die Jim Stewart von einer älteren Dame erstanden hatte. Jacksons rimshot-betontes Schlagzeug untermauert mit seiner starken Synkopierung den tanzbaren Rhythmus.

## Veröffentlichung und Erfolg
Die Veröffentlichung erfolgte zunächst als Behave Yourself / Green Onions noch im Mai 1962 auf dem gerade gegründeten Stax-Tochterlabel Volt (#102). Discjockey Reuben Washington vom lokalen Radiosender WLOK spielte die Platte viermal hintereinander und erregte durch dieses Airplay Aufmerksamkeit in der Region um Memphis.
Nach Intervention des Produzenten Jerry Wexler vom Stax-Vertriebspartner Atlantic Records erschien die Single am 4. August 1962 nochmals auf dem Mutterlabel Stax Records (#127) – diesmal in umgekehrter Seitenfolge. Diese Umstellung führte zu einem enormen Erfolg der neuen A-Seite Green Onions, die am 15. September 1962 auf Rang eins der Rhythm-&-Blues-Hitparade gelangte, den sie für 4 Wochen innehatte (aber nicht aufeinanderfolgend). Am 29. September 1962 erreichte sie in den Pop-Charts Rang drei. Darin wurde der Verkaufserfolg reflektiert, denn Green Onions verkaufte innerhalb weniger Monate 700.000 Exemplare, und bis zum Jahresende 1967 insgesamt über eine Million. Die Single erhielt einen BMI-Award. Nach diesem Erfolg ersetzte Donald „Duck“ Dunn den bisherigen Bassgitarristen Lewis Steinberg im August 1962 erstmals bei der gleichnamigen LP Green Onions.
Green Onions wurde vom Musikmagazin Rolling Stone in die Liste der 500 besten Songs aller Zeiten aufgenommen und 1999 mit einem Grammy Hall of Fame Award ausgezeichnet. Ebenso nahm ihn die Rock and Roll Hall of Fame in ihre Liste von 500 Songs auf, die den Rock and Roll formten. Acclaimed Music setzte ihn auf Platz 101 der 3000 besten Songs aller Zeiten.
Die am 27. August 1962 eingespielte gleichnamige LP enthält den Titelsong und war die erste LP im Katalog von Stax Records (#701). Sie konnte im Oktober 1962 bis auf Rang 33 der Pop-LP-Charts vordringen. Mit der überhaupt ersten Single von Booker T. & the MG’s wurde nicht nur der Sound für die weiteren Instrumentalaufnahmen geschaffen, sondern auch eine wesentliche Grundlage des Memphis-Sounds. Die Gruppe spielte nämlich fortan nicht nur eigene Instrumentalaufnahmen ein, sondern fungierte als Sessionband im Format einer Rhythmusgruppe für viele Soul-Interpreten des Stax-Labels – oftmals ergänzt um die Memphis Horns. Im Dezember 1979 konnte eine Wiederveröffentlichung der Single in Großbritannien erstmals die dortige Hitparade erreichen und kam bis auf Platz 7.
| Titel                          | Label                                   | Datum         |
| ------------------------------ | --------------------------------------- | ------------- |
| Behave Yourself / Green Onions | Volt Records (USA)                      | Mai 1962      |
| Green Onions / Behave Yourself | Stax Records (USA); London Records (UK) | August 1962   |
| Green Onions / Boot-Leg        | Atlantic Records (UK)                   | März 1967     |
| Green Onions / Boot-Leg        | Atlantic Records (UK)                   | Dezember 1979 |

| ChartsChartplatzierungen       | Höchstplatzierung | Wochen |
| ------------------------------ | ----------------- | ------ |
| Vereinigtes Königreich (OCC)   | 7 (12 Wo.)        | 12     |
| Vereinigte Staaten (Billboard) | 3 (16 Wo.)        | 16     |

## Coverversionen
Von den insgesamt mindestens 28 Coverversionen sind hervorzuheben die Ventures mit einer gitarrenbetonten Fassung (Januar 1963), Harry James & His Orchestra spielte eine Swing-Version mit Buddy Rich am Schlagzeug (LP Harry James Plays Green Onions and Other Great Hits; April 1965) ein, King Curtis mit melodieführendem Saxophon (März 1967), Count Basie mit Bläsersektionen (LP Basie’s in the Bag; aufgenommen am 15. und 17. August 1967), Mongo Santamaría präsentiert eine Latin-Jazz-Fassung (Dezember 1969), Bill Doggett (LP Every Day, I Have the Blues; April 1971), Roy Buchanan (September 1977) oder die patriotisch kommentierenden Blues Brothers (LP Made in America; Dezember 1980) – allesamt Instrumentalversionen.

## Rezeption
Dan Aykroyd kommentierte auf der Liveaufnahme des Songs für das Blues-Brothers-Album Made in America:

“I believe that this tune can be equated with the great classical music around the world. Well now you go to Germany, you got your Bach, your Beethoven and your Brahms. Here in America, you got your Fred McDowell, your Irving Berlin, your Glenn Miller, and your Booker T. & the M.G.’s!”

„Ich glaube, dass dieses Stück mit der großen klassischen Musik der Welt gleichgesetzt werden kann. In Deutschland hat man Bach, Beethoven und Brahms. Hier in Amerika haben wir Fred McDowell, Irving Berlin, Glenn Miller und Booker T. & the M.G.’s!“

Der Song Green Onions wurde oft im Radio, Fernsehen und im Film verwendet. So erscheint das Stück im Soundtrack von American Graffiti (1973) und in den Filmen Quadrophenia (1979), Flamingo Kid (1986), Dragon: The Bruce Lee Story (1993), Herkules und die Sandlot-Kids (1994), Der Hausfreund (1995), Schnappt Shorty (1996), Chicken Run (2000), A Single Man (2009) und Der Einzelgänger (2010). Ebenso verwendet die Softwarefirma Electronic Arts den Song im Menu ihres Spieles Skate.